# 자르고 투레
자르고 투레(프랑스어: Zargo Touré, 1989년 11월 11일 ~ )는 튀르키예 클럽 초룸에서 미드필더로 뛰고 있는 세네갈의 프로 축구 선수이다.

## 구단 경력
투레는 세네갈 피킨에서 태어났다. 그는 세네갈 수도에 있는 홈 클럽 스포르팅 다카르에서 경력을 시작했다.
투레는 마르세유와 갱강의 관심을 받아 2008년 볼로뉴에 입단했다. 그는 등번호 29번을 배정받았다. 투레는 함께 살았던 동포 이브라히마 사네와 마르세유에서 임대 중인 마메 은디아예와 함께 뛰었다.
2015년 8월 31일, 투레는 르아브르에서 프랑스 리그 1 팀인 로리앙에 합류했다. 2016년 1월 30일, 그는 랭스를 상대로 두 골을 넣으며 로리앙의 2-0 승리를 이끌었다. 그는 또한 이 경기의 최우수 선수이기도 했다.
2018년 7월 30일, 투레는 튀르키예 클럽 트라브존스포르에 3년간 35만 유로의 계약을 체결했다.
2021년 7월 28일, 그는 프랑스로 돌아와 디종과 2년 계약을 체결했다.

## 국가대표팀 경력
투레는 2012년 런던 하계 올림픽에서 세네갈 올림픽 국가대표팀에 발탁되었다. 그는 대회에 네 번 모두 출전하여 8강에 진출했다.
투레는 코트디부아르와의 2013년 아프리카 네이션스컵 예선 경기에서 세네갈 국가대표팀으로 데뷔했다.

## 사생활
투레는 세네갈과 프랑스 국적을 보유하고 있다.